# Simianides laportei
Simianides laportei là một loài bọ cánh cứng trong họ Callirhipidae. Loài này được Hope miêu tả khoa học đầu tiên năm 1846.